# Nymphicula nigritalis
Nymphicula nigritalis là một loài bướm đêm trong họ Crambidae.